# Aphanopetalaceae
Classification APG III (2009)
Famille
Genres de rang inférieur
- Aphanopetalum

La petite famille des Aphanopetalaceae regroupe des plantes dicotylédones ; elle ne comprend que 2 espèces du genre Aphanopetalum (en).
Ce sont des arbustes du type vigne, à feuilles opposées, originaires d'Australie.

## Étymologie
Le nom vient du genre-type Aphanopetalum composé du grec αφανώς / afanos, discret, et πετάλων / petalon, pétale.

## Classification
Cette famille n'existe pas en classification classique.
Cette famille fut placée tour à tour dans les Cunoniaceae puis dans les Oxalidales.
La classification phylogénétique APG III (2009) situe cette famille dans l'ordre des Saxifragales.

## Liste des genres et espèces
Selon NCBI (27 avr. 2010) :
- genre Aphanopetalum (en)
  - Aphanopetalum clematideum
  - Aphanopetalum resinosum